# ۲۰۱۴

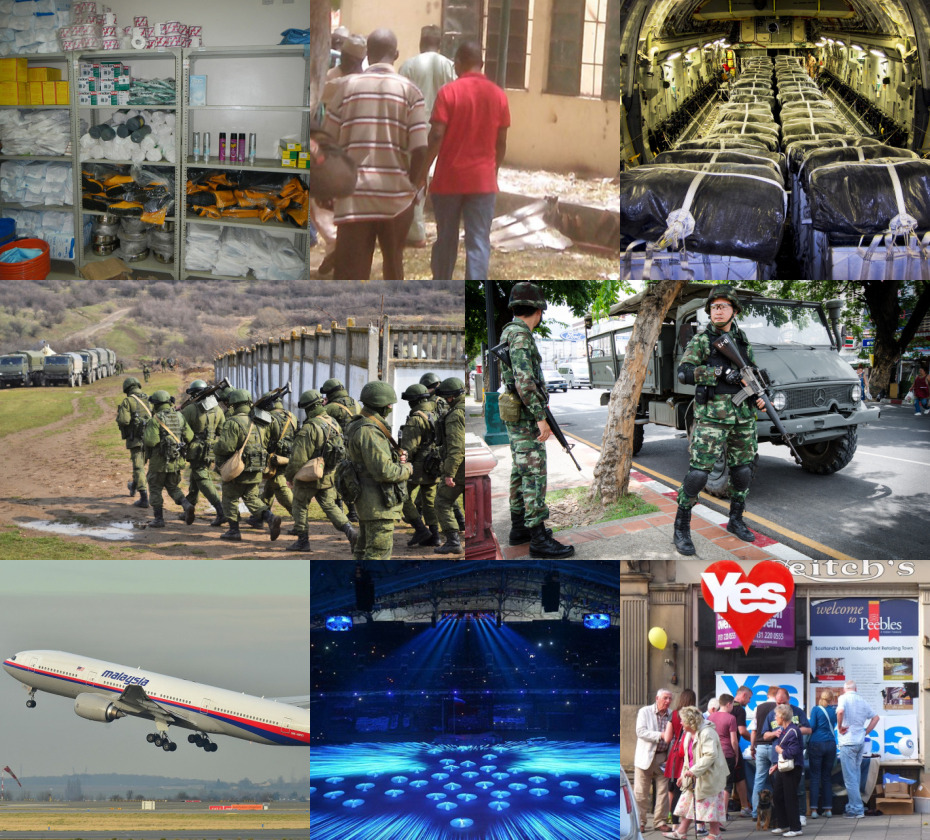

سال۲۰۱۴ دو هزار و چهاردهمین سال گاه‌شماری میلادی بود.
سرآغاز این سال چهارشنبه اول ژانویه برابر با ۱۱ دی ۱۳۹۲ خورشیدی بود.

## رویدادها

### ژانویه
- ژانویه - آژانس فضایی اروپا در اروپا نخستین سیگنال را از سطح‌نشین رزتا دریافت کرد.
- ۱ ژانویه - لاتویا به عنوان هجدهمین کشور رسماً وارد حوزه یورو شد.

### فوریه
- فوریه - بیماری ابولا در غرب آفریقا شروع به تسری کرد.
- ۷ تا ۲۳ فوریه - بیست و دومین المپیک زمستانی در سوچی روسیه برگزار شد.
- ۱۳ فوریه - بلژیک به عنوان اولین کشور در جهان اوتانازی یا مرگ خوب را برای هر سنی قانونی اعلام کرد.
- ۲۲ فوریه - پارلمان اوکراین پس از روزها ناآرامی و اعتراضات فراگیر در کیف، پایتخت که دست کم ۱۰۰ کشته برجای گذاشت، ویکتور یانوکویچ را از مقام ریاست جمهوری عزل و اولکساندر تورچینوف را به جای او به این مقام گمارد.
- ۲۶ فوریه - آغاز ناآرامی‌های شرق اوکراین

### مارس
- ۳ مارس - جنایت قتل غزاله شکور ؛ دانشجوی هنر ایران و اتریش
- ۵ مارس - نیکولاس مادورو، رئیس‌جمهور ونزوئلا با متهم کردن پاناما به دخالت در توطئه چینی علیه دولت ونزوئلا روابط دیپلماتیک را با این کشور قطع کرد.
- ۸ مارس - هواپیمای بوئینگ ۷۷۷ پرواز شماره ۳۷۰ هواپیمایی مالزی که به مقصد پکن از کوالالامپور به پرواز درآمده بود، برفراز خلیج تایلند از دسترس خارج و از مدارها محو شد.
- ۱۶ مارس - همه‌پرسی وضعیت شبه‌جزیره کریمه برگزار شد که نتیجه آن جدایی از اوکراین و الحاق به روسیه بود.
- ۲۱ مارس - روسیه پس از امضای طرح پیوستن کریمه توسط ولادمیر پوتین، رسماً کریمه را به خاک خود الحاق کرد.
- ۲۱ مارس - دیوان بین‌المللی دادگستری صید وال از طرف ژاپن در جنوبگان را نه برای مقاصد علمی بلکه برای اهداف اقتصادی دانست و این کشور را از ادامه دادن به این عمل منع کرد.
- ۲۴ مارس - در طی یک جلسه اضطراری بریتانیا، ایالات متحده، ژاپن، کانادا، فرانسه، آلمان و ایتالیا موقتاً عضویت روسیه در را در G8 معلق کردند.
- ۲۷ مارس - مجمع عمومی سازمان ملل متحد با تصویب قطعنامه ۶۸/۲۶۲، بر تمامیت ارضی اوکراین تأکید کرد و همه‌پرسی الحاق کریمه به روسیه را مردود خواند.

### آوریل
- ۱۴ آوریل - نزدیک به ۲۷۶ دختر دانش آموز از مدرسه‌ای در شهر چیبوک ایالت بورنوی نیجریه توسط گروه بوکوحرام به گروگان گرفته شدند.
- ۱۶ آوریل - در اثر غرق شدن کشتی مسافری ام‌وی سوول کره جنوبی، ۳۰۴ تن که اکثر آن‌ها دانش آموزان دبیرستانی بودند، کشته شدند.
- ۲۸ آوریل - باراک اوباما، رئیس‌جمهور ایالات متحده قانون برقراری تحریم‌های بیشتر علیه چندین فرد و شرکت روسی نزدیک به ولادمیر پوتین رئیس‌جمهور این کشور را در اعتراض به وضعیت اوکراین امضا کرد.

### می
- ۵ می:

- سازمان جهانی بهداشت با توجه به شیوع دوباره ویروس فلج اطفال در ۱۰ کشور که پیش از این تصور می‌شد ریشه کن شده‌است، این موضوع را خطری جدی برای بهداشت جهان دانست.
- در حمله شبانه و طولانی مدت ستیزه‌جویان گروه بوکوحرام به دو شهر گامبورو و نگالا در نیجریه دست کم ۳۳۶ غیرنظامی کشته شدند.
- ۲۰ آوریل - در اثر انفجار دو بمب در شهر جوس نیجریه ۱۱۸ تن کشته شدند.
- ۲۲ آوریل - ارتش پادشاهی تایلند با یک کودتا دولت بومسونگپایسان را که از ساماندهی به ناآرامی‌ها عاجز مانده سرنگون کرد.

### ژوئن
- ۵ ژوئن - شبه نظامیان وابسته به گروه داعش که خود را دولت اسلامی عراق و شام می‌نامیدند عملیات نظامی خود را از شمال عراق برای تصرف بغداد پایتخت آغاز کردند تا دولت شیعه نوری مالکی نخست‌وزیر این کشور را ساقط کنند.
- ۱۲ ژوئن تا ۱۳ ژوئیه - جام جهانی ۲۰۱۴ فوتبال با قهرمانی آلمان در برزیل برگزار شد.
- ۱۹ ژوئن - خوآن کارلوس اول پادشاه اسپانیا به نفع فرزندش از مقام سلطنت کناره‌گیری کرد تا پسرش با نام فلیپه ششم به قدرت برسد.

### ژوئیه
- ۸ ژوئیه تا ۲۶ اوت - در پی قتل سه نوجوان اسرائیلی در نوار غزه و کشته شدن انتقام جویانه یک نوجوان فلسطینی در اسرائیل جنگ بین حماس و اسرائیل آغاز شد که پس از حملات هوایی اسرائیل به غزه یک هفته بعد نیروی‌های زمینی نیز وارد غزه شدند. در نهایت پس از هفت هفته جنگ و ۲۱۰۰ کشته از طرف فلسطینی و ۷۱ کشته از طرف اسرائیلی درگیری‌ها فروکش کرد.
- ۱۷ ژوئیه:

- پس از ۵ ساعت آتش‌بس اسرائیل یورش زمینی به نوار غزه را آغاز کرد.
- هواپیمای بویینگ ۷۷۷ پرواز شماره ۱۷ هواپیمایی مالزی که از آمستردام در هلند به مقصد کوالالامپور در مالزی در حرکت بود در شرق اوکراین توسط یک موشک ساقط شد که در اثر آن همه ۲۹۸ سرنشین هواپیما کشته شدند. دولت اوکراین و جدایی طلبان طرفدار روسیه یکدیگر را به سرنگونی این هواپیما متهم کردند این درحالی است که تا کنون مقصر اصلی کشف نشده‌است.
- ۲۱ ژوئیه - در پی حادثه در پرواز شماره ۱۷ هواپیمایی مالزی شورای امنیت سازمان ملل متحد قطعنامه ۲۱۶۶ خود را با همه ۱۵ رای مثبت تصویب کرد.
- ۲۴ ژوئیه - پرواز شماره ۵۰۱۷ خطوط هوایی الجزایر در مالی دچار حادثه شد که در اثر آن ۱۱۶ نفر کشته شدند.

### اوت
- ۷ اوت - نون چه‌آ سیاستمدار کمونیست، معاون ارشد پل پوت و ایدئولوگ ارشد در دوران حکومت خِمِرهای سُرخ در کامبوج در دادگاه سازمان ملل در کنار سه رهبر دیگر خمرهای سرخ به دلیل جنایت علیه بشریت به حبس ابد محکوم شد.

## درگذشت‌ها
- ۱ ژانویه – جمال الجمال، سیاستمدار اهل فلسطین (ز. ۱۹۵۷)
- ۵ ژانویه – اوزه‌بیو، بازیکن فوتبال پرتغالی (ز. ۱۹۴۲)
- ۲۳ ژانویه – ریتز اورتولانی، آهنگساز ایتالیایی (ز. ۱۹۲۶)
- ۳۱ ژانویه – میکلوش یانچو، فیلمنامه‌نویس و کارگردان اهل مجارستان (ز. ۱۹۲۱)
- ۲ فوریه – فیلیپ سیمور هافمن، تهیه‌کننده، صداپیشه، بازیگر، و کارگردان آمریکایی (ز. ۱۹۶۷)
- ۳ فوریه – لوئیس بورو، بازیکن تنیس و ورزشکار آمریکایی (ز. ۱۹۲۳)
- ۱۲ فوریه – سید سیزر، بازیگر آمریکایی (ز. ۱۹۲۲)
- ۱۴ فوریه – تام فینی، بازیکن فوتبال بریتانیایی (ز. ۱۹۲۲)
- ۱۹ فوریه – والری کوباسوف، فضانورد و مهندس اهل شوروی (ز. ۱۹۳۵)
- ۲۶ فوریه – پاکو د لوسیا، گیتاریست اسپانیایی (ز. ۱۹۴۷)
- ۱ مارس – آلن رنه، فیلمنامه‌نویس، تدوینگر، و کارگردان فرانسوی (ز. ۱۹۲۲)
- ۳ مارس _ جنایت قتل غزاله شکور ؛ دانشجوی هنر ایران و اتریش
- ۹ مارس – محمدقسیم فهیم، سیاست‌مدار افغان
- ۱۴ مارس – تونی بن، سیاست‌مدار بریتانیایی (ز. ۱۹۲۵)
- ۲۰ مارس – هیلدرالدو بلینی، بازیکن فوتبال برزیلی (ز. ۱۹۳۰)
- ۲۳ مارس – آدولفو سوارس، سیاست‌مدار اسپانیایی (ز. ۱۹۳۲)
- ۶ آوریل – میکی رونی، بازیگر و خواننده آمریکایی (ز. ۱۹۲۰)
- ۱۳ آوریل – ارنستو لاکلائو، فیلسوف آرژانتینی (ز. ۱۹۳۵)
- ۲۷ آوریل – وویادین بوسکوف، بازیکن فوتبال اهل صربستان (ز. ۱۹۳۱)
- ۲۹ آوریل – باب هاسکینز، تهیه‌کننده، فیلمنامه‌نویس، بازیگر، و کارگردان بریتانیایی (ز. ۱۹۴۲)
- ۳ مه – گری بکر، اقتصاددان آمریکایی (ز. ۱۹۳۰)
- ۲۵ مه – وویچخ یاروزلسکی، سیاست‌مدار لهستانی (ز. ۱۹۲۳)
- ۱ ژوئن – والنتین مانکین، ورزشکار اوکراینی (ز. ۱۹۳۸)
- ۷ ژوئن – فرناندائو (بازیکن فوتبال)، بازیکن فوتبال برزیلی (ز. ۱۹۷۸)
- ۲۶ ژوئن – هاوارد بیکر، سیاست‌مدار، وکیل، و دیپلمات آمریکایی (ز. ۱۹۲۵)
- ۱۶ ژوئیه – جانی وینتر، خواننده، گیتاریست، و خواننده-ترانه‌سرا آمریکایی (ز. ۱۹۴۴)
- ۲۵ ژوئیه – کارلو برگونسی، خواننده و خواننده اپرا ایتالیایی (ز. ۱۹۲۴)
- ۱۲ اوت – لورن باکال، بازیگر، نویسنده، و مدل آمریکایی (ز. ۱۹۲۴)
- ۱۹ اوت – سیمین بهبهانی، شاعر و نویسنده ایرانی (ز. ۱۹۲۷)
- ۲۴ اوت – ریچارد اتنبورو، تهیه‌کننده، فیلمنامه‌نویس، سیاست‌مدار، بازیگر، و کارگردان بریتانیایی (ز. ۱۹۲۳)
- ۷ سپتامبر – یوشیکو اوتاکا، بازیگر و خواننده ژاپنی (ز. ۱۹۲۰)
- ۱۰ سپتامبر – ریچارد کیل، بازیگر آمریکایی (ز. ۱۹۳۹)
- ۱۷ سپتامبر – آندری هوسین، بازیکن فوتبال اوکراینی (ز. ۱۹۷۲)
- ۳۰ سپتامبر – مارتین لویز پرل، فیزیک‌دان و مهندس آمریکایی (ز. ۱۹۲۷)
- ۷ اکتبر – زیگفرید لنتس، فیلمنامه‌نویس و نویسنده آلمانی (ز. ۱۹۲۶)
- ۹ اکتبر – جن هوکس، بازیگر آمریکایی (ز. ۱۹۵۷)
- ۱۴ اکتبر – الیزابت پنیا، بازیگر آمریکایی (ز. ۱۹۵۹)
- ۲۱ اکتبر – گاف ویتلم، سیاست‌مدار و دیپلمات استرالیایی (ز. ۱۹۱۶)
- ۲۳ اکتبر – تولیو رجه، فیزیک‌دان و سیاست‌مدار ایتالیایی (ز. ۱۹۳۱)
- ۲۵ اکتبر – جک بروس، آهنگساز و خواننده اسکاتلندی (ز. ۱۹۴۳)
- ۱ نوامبر – وین استاتیک، خواننده-ترانه‌سرا، موسیقی‌دان، و خواننده آمریکایی (ز. ۱۹۶۵)
- ۱۰ نوامبر – کن تاکاکورا، بازیگر ژاپنی (ز. ۱۹۳۱)
- ۱۴ نوامبر - مرتضی پاشایی، خواننده، نوازنده، آهنگساز و تنظیم کننده ایرانی (ز. ۱۹۸۵)
- ۱۹ نوامبر – مایک نیکولز، بازیگر، فیلمنامه‌نویس، تهیه‌کننده، و کارگردان آمریکایی (ز. ۱۹۳۱)
- ۲۶ نوامبر – صباح (خواننده)، خواننده و بازیگر لبنانی (ز. ۱۹۲۷)
- ۱۸ دسامبر – ویرنا لیزی، بازیگر ایتالیایی (ز. ۱۹۳۶)

### ژانویه
- ۱ ژانویه - جعفر نامدار ورزشکار ایرانی (زاده ۱۹۳۴)
- ۳ ژانویه - فیل اورلی خواننده (زاده ۱۹۳۹)
- ۴ ژانویه - ژان متلو شاهر اهل هاییتی (زاده ۱۹۳۷)
- ۵ ژانویه - اوزه‌بیو بازیکن فوتبال پرتقالی (زاده ۱۹۴۲)
- ۶ ژانویه - مونیکا اسپیر دختر شایسته اهل ونزوئلا (زاده ۱۹۸۴)
- ۱۰ ژانویه - آریل شارون نخست‌وزیر اسبق اسرائیل (زاده ۱۹۲۸)
- ۹ ژانویه - دیل تی. مورتنسن اقتصاددان آمریکایی و برنده جایزه نوبل اقتصاد در ۲۰۱۰ (زاده ۱۹۳۹)
- ۱۶ ژانویه - هیرو اوندا سرباز ژاپنی که تا ۱۹۷۴ تسلیم نشد (زاده ۱۹۲۲)
- ۱۵ ژانویه - رید پاترسون شناگر (زاده ۱۹۳۲)
- ۷ ژانویه - ران ران شاو کارآفرین، فیلم‌ساز، نیکوکار و مخترع هنگ کنگی (زاده ۱۹۰۷)
- ۲۰ ژانویه - کلودیو آبادو خواننده ایتالیایی (زاده ۱۹۳۳)
- ۲۲ ژانویه - مازیار پرتو فیلمبردار ایرانی (زاده ۱۹۳۲)
- ۲۵ ژانویه - ناصر میناچی سیاستمدار ایرانی (زاده ۱۹۳۱)
- ۲۷ ژانویه - پیت سیگر خواننده آمریکایی (زاده ۱۹۱۹)
- ۲۹ ژانویه - رابرت رزنیک فیزیکدان آمریکایی (زاده ۱۹۲۳)
- ۳۱ ژانویه - میکلوش یانچو فیلمساز مجاری (زاده ۱۹۲۱)

### فوریه
- ۱ فوریه - ماکسیمیلیان شل بازیگر آلمانی (زاده ۱۹۳۰)
- ۱ فوریه - لوییس آراگونز سرمربی سابق تیم ملی فوتبال اسپانیا (زاده ۱۹۳۸)
- ۲ فوریه - فیلیپ سیمور هافمن بازیگر آمریکایی
- فوریه - بهمن فرزانه مترجم ایرانی

### آوریل
- ۱۷ آوریل - گابریل گارسیا مارکز، رمان‌نویس، نویسنده و روزنامه‌نگار کلمبیایی (زاده ۱۹۲۷)
- ۲۵ آوریل - تیتو ویلانوا، سر مربی سابق تیم بارسلونا